# Zuppa mitonata
La zuppa mitonata, zuppa mitonnè o zuppa mitunà (in lingua piemontese supa mitonà) è un piatto italiano diffuso nelle valli montane della provincia di Cuneo, nell'Astigiano e nel Biellese, in Piemonte.

## Descrizione
La zuppa mitonata è un piatto invernale della cucina familiare che ha come ingredienti principali il pane raffermo, il formaggio e il brodo di carne. Nell'Astigiano viene magari arricchita con la verza o le cipolle. Ne esistono altre versioni insaporite con tuorli lardo o salciccia, salsa di pomodoro o fagioli. La zuppa mitonata si accompagna bene con il vino Dolcetto d'Alba.

## Etimologia
Secondo quanto riporta l'edizione del 1846 del Vocabolario piemontese-italiano (1830-1833) di Michele Ponza, la zuppa mitonata prende il nome dal termine mitonè, che significa "cuocere a fuoco lento"; il termine allude ai lunghi tempi di cottura che richiede la pietanza per essere preparata. Mitonà ha anche delle correlazioni con la parola francese mitonner, che ha il medesimo significato.

## Alimenti simili
La simile supa barbetta delle valli valdesi potrebbe condividere le stesse origini della zuppa mitonata e contiene i grissini al posto del pane secco.
La zuppa mitonata ha elementi in comune con la zuppa di cipolle francese e la carabaccia toscana.